# James E. Hansen
Pour les articles homonymes, voir Hansen.
James Edward Hansen est né le 29 mars 1941. Il est professeur associé au Département des sciences de la Terre et de l’environnement de l’université Columbia. Hansen est surtout connu pour ses recherches dans le domaine de la climatologie, son audition sur le changement climatique devant le Congrès américain en 1988, qui contribua à faire émerger la problématique du réchauffement climatique, et son engagement en faveur d’actions visant à éviter un changement climatique catastrophique,.
Ces dernières années, Hansen est devenu un militant de la cause climatique appelant à mettre en œuvre des actions permettant de réduire les effets du changement climatique, ce qui lui a valu plusieurs arrestations.
Hansen a proposé une approche originale du réchauffement climatique, selon laquelle l’augmentation de 0,7 °C de la température moyenne mondiale au cours des 100 dernières années s’explique essentiellement par l’effet de gaz à effet de serre autres que le dioxyde de carbone (comme le méthane).

## Études et premières années
Hansen est né à Denison, dans l’Iowa. Ses parents sont James Ivan Hansen et Gladys Ray Hansen. Il a étudié la physique et l’astronomie dans le programme de sciences spatiales de James Van Allen à l’université de l'Iowa. Toujours à l’université de l'Iowa, il a obtenu un B.A. en physique et mathématiques avec mention en 1963, un M.S. en astronomie en 1965, et un PhD en physique en 1967. Il a participé au programme d'études supérieures de la NASA de 1962 à 1966 et, dans le même temps, entre 1965 et 1966, il était étudiant invité à l'Institut d'astrophysique de l’université de Kyoto et au département d'astronomie de l'université de Tokyo. Puis Hansen a commencé à travailler au Goddard Institute for Space Studies en 1967.

## Carrière
Après ses études supérieures, Hansen a continué son travail sur les modèles de transfert radiatif, pour tenter de comprendre l’atmosphère vénusienne. Plus tard, il appliquera et affinera ces modèles afin de comprendre l’atmosphère terrestre, en particulier les effets des aérosols et des gaz à l’état de trace sur le climat de la Terre. Le développement et l'utilisation des modèles climatiques globaux de Hansen ont contribué à la compréhension du climat de la Terre. En 2009 paraît son premier livre, Storms of My Grandchildren (en) En 2012, il donne une conférence TED : Why I must speak out about climate change (« Pourquoi je dois parler franchement du changement climatique »).
De 1981 à 2013, il a dirigé le Goddard Institute for Space Studies de la NASA à New York, qui est rattaché au Goddard Space Flight Center de Greenbelt dans le Maryland. Depuis 2014, Hansen dirige le programme sur les sciences du climat, la sensibilisation et les solutions à l'Institut de la Terre de l'université Columbia. Ce programme œuvre à « faire le lien » entre les progrès de la science climatique fondamentale d’une part et la sensibilisation et l’incitation à l’action du grand public et des décideurs politiques d’autre part.

## Activités de recherche et publications
Lors de ses études à l'université de l'Iowa, Hansen a été attiré par les recherches effectuées dans le cadre du programme de science spatiale de James Van Allen dans le département de physique et d'astronomie. Une décennie plus tard, il s’est tourné vers la recherche sur les planètes, notamment pour essayer de comprendre le changement climatique induit sur Terre par les modifications anthropiques de la composition de l’atmosphère.
Hansen a déclaré que l'un de ses champs de recherche est le phénomène de transfert radiatif au sein des atmosphères planétaires, en particulier l'interprétation des télémesures de l'atmosphère et de la surface de la Terre faites par satellite. En raison de la capacité des satellites à surveiller l'ensemble du globe, ils peuvent être l'un des moyens les plus efficaces pour surveiller et étudier les changements affectant la planète. Ses autres champs de recherche englobent le développement de modèles de circulation générale pour aider à comprendre les évolutions du climat, ainsi que l’impact des activités humaines sur le climat.

### Étude deVénus

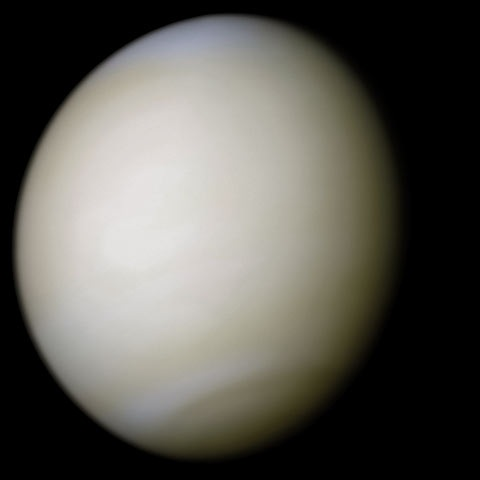
Vénus est entourée par une atmosphère épaisse composée principalement de dioxyde de carbone et d'azote, et ses nuages sont composés d’acide sulfurique. Avant les travaux de Hansen, l’épaisseur de l'atmosphère posait problème. Elle était en contradiction avec la température élevée à la surface de la planète.

À la fin des années 1960 et au début des années 1970, à l’issue de sa thèse, Hansen a publié plusieurs articles sur la planète Vénus. Vénus possède une température de brillance élevée, relativement éloignée des infra-rouges. Hansen a proposé d’expliquer cette température de surface élevée par le piégeage de l'énergie interne de la planète par des aérosols. Des études plus récentes ont suggéré qu’il y a plusieurs milliards d'années, l'atmosphère de Vénus était beaucoup plus proche de celle de la Terre qu'elle ne l'est aujourd’hui, et qu'il y avait probablement d'importantes quantités d'eau liquide à la surface. Mais l'évaporation de l'eau originelle a généré un niveau critique de gaz à effet de serre dans l'atmosphère, ce qui aboutit à un emballement de l’effet de serre.
Hansen a poursuivi son étude de Vénus en observant la composition de ses nuages. Il a analysé la réflectivité dans le proche infrarouge des nuages de glace, les a comparés à des observations de Vénus, et a constaté une similitude. Il a également été en mesure d'utiliser un modèle de transfert radiatif afin de fixer une limite supérieure à la taille des particules de glace. Ces avancées, publiées dans les années 1980, ont démontré que les nuages se composent principalement de dioxyde de soufre et de gouttelettes d'acide sulfurique.
En 1974, la composition des nuages de Vénus n’avait pas encore été déterminée. De nombreux scientifiques proposaient une grande variété de composés, y compris l'eau liquide et des solutions aqueuses de chlorure ferreux. Hansen et Hovenier se sont servis de la polarisation de la lumière solaire réfléchie par la planète pour établir que les nuages étaient sphériques et composés d’acide sulfurique. Kiyoshi Kawabata et Hansen élargirent ce travail en regardant la variation de la polarisation sur Vénus. Ils ont découvert que les nuages visibles forment une brume diffuse plutôt qu'un épais nuage, confirmant les mêmes résultats obtenus à partir de transits à travers le soleil..
Le projet spatial Pioneer Venus a été lancé en mai 1978 et a atteint Vénus à fin de cette même année. Hansen a collaboré avec Larry Travis et d'autres collègues à un article paru dans la revue Science en 1979. Ils ont écrit sur le développement et la variabilité des nuages dans le spectre ultraviolet. Ils y concluent que les nuages se composent d'au moins trois matériaux : une mince couche de brume, des nuages d'acide sulfurique, et un absorbeur d'ultraviolet inconnu en dessous de la couche de nuages d'acide sulfurique. Les données de polarisation linéaire obtenues à partir de la même mission ont confirmé que les couches basses et intermédiaires des nuages étaient composées d'acide sulfurique d’un rayon d'environ 1 micromètre, et qu’une couche de brume submicronique était présente au-dessus de la couche nuageuse.

### Analyse de température globale

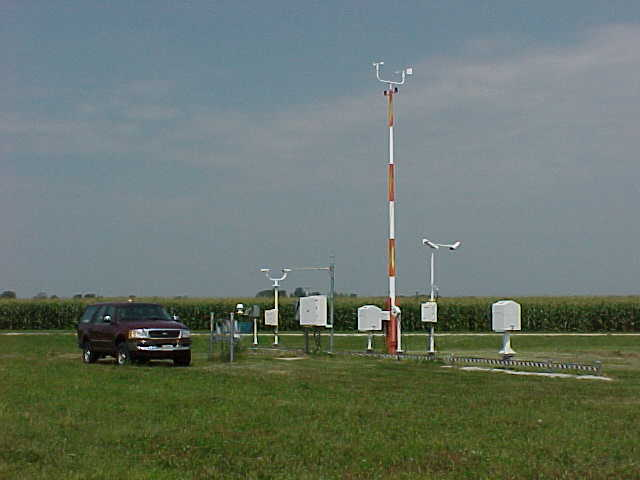
Un exemple de station-météo automatisée d’aéroport, qui réalise toutes les heures des mesures météorologique telles que la température, les conditions météo, le vent, l’état du ciel et la visibilité. De telles stations sont installées dans le monde entier et servent à extrapoler une température globale.

La première analyse de température globale conduite par le GISS (Goddard Institute for Space Studies, de la NASA) a été publiée en 1981. Hansen et ses co-auteurs y analysaient les températures de l’air en surface, relevées par des stations météorologiques entre les années 1880 et 1985. Ils montraient que les températures provenant de stations distantes de 1 000 km au plus étaient très corrélées, particulièrement à moyenne altitude, et qu’ainsi les données de ces stations pouvaient être combinées pour fournir des variations de température long terme précises. Les auteurs concluaient que, par principe, une température moyenne globale peut être calculée, même si la plupart des stations se trouvent dans l’hémisphère nord, en zone continentale. Le réchauffement sur le siècle dernier était de 0,5−0,7 °C, avec un réchauffement similaire dans les deux hémisphères. Lorsque cette analyse fut reconduite en 1988, les quatre années les plus chaudes de l’histoire des relevés étaient toutes dans la décennie 1980. Les deux plus chaudes étant 1981 et 1987.
À la suite de l’éruption du Mont Pinatubo en 1991, l’année 1992 fut marquée par un refroidissement de la température globale. Une corrélation sérielle entre les températures globales suggérait penser que les années suivantes allaient elles aussi être plus froides. Basset et Lin montrèrent que les chances d’un nouveau record de température étaient assez faibles ce à quoi Hansen répondit que ce genre de raisonnement statistique est biaisé par le fait que leurs auteurs disposent d’informations a priori et de connaissances sur la physique des systèmes climatiques et que l’observation d’un « record » de température est grandement influencée par le jeu de données considéré.
Les données de température actualisées en 1999 mirent en évidence d’une part que 1998 avait été l’année la plus chaude depuis le début des mesures en 1880, et d’autre part que la cadence du réchauffement de l’époque était la plus forte jamais observée. Les chercheurs conclurent que l'épisode récent d'El Niño n’était pas entièrement responsable de ce phénomène. Malgré cela, le réchauffement avait été moindre aux États-Unis et une partie de l’est des USA, et que l’océan Atlantique Ouest avait même connu un léger refroidissement.
Depuis 2001, le calcul de la température globale a sensiblement changé et inclut plusieurs corrections :
- Correction du biais de temps d'observation,
- Modification de l'historique des stations,
- Différenciation entre les stations urbaines et rurales,
- Ajustement des stations urbaines, d'après une observation satellite de l'éclairage urbain nocturne,
- Plus grand poids donné aux stations rurales dans les calculs de température[25].

Un réchauffement local urbain a été mis en évidence aussi bien dans les zones urbaines que dans les zones péri-urbaines et dans les petites villes.
Après les températures anormalement élevées de 1998 dues à El Niño, une relative baisse des températures est observée en 2001. Cependant, dans une publication de 2001 dans la revue Science, Hansen réaffirme l’existence – et la poursuite – du réchauffement climatique, et suggère que la hausse des températures devrait être l’occasion de discuter de solutions pour atténuer le réchauffement climatique. Une mise à jour des données en 2006 montre que les températures sont alors 0,8 °C plus chaudes qu’un siècle auparavant et conclut que le réchauffement climatique récent relève bien d’un changement climatique et n’est pas un artefact dû à l’effet d’ilot de chaleur urbaine. Par ailleurs, les variations régionales de température (plus chaud aux hautes latitudes) constitueraient une preuve de plus que le réchauffement est bien d’origine anthropique.
En 2007, Stephen McIntyre signala au GISS que de nombreuses données de température, tirées du Historical Climatology Network (USHCN) aux États-Unis, présentaient une discontinuité autour de l’an 2000. La NASA corrigea le défaut correspondant dans le logiciel chargé de compiler ces données et porta au crédit de McIntyre la détection du problème. Hansen a par la suite indiqué avoir ressenti que certains media avaient sur-réagi à cette nouvelle,. En 2010, Hansen a publié un article intitulé « L’Évolution de la Température Globale de Surface », décrivant les analyses des températures globales actuelles.

### Études sur lesparticules fines

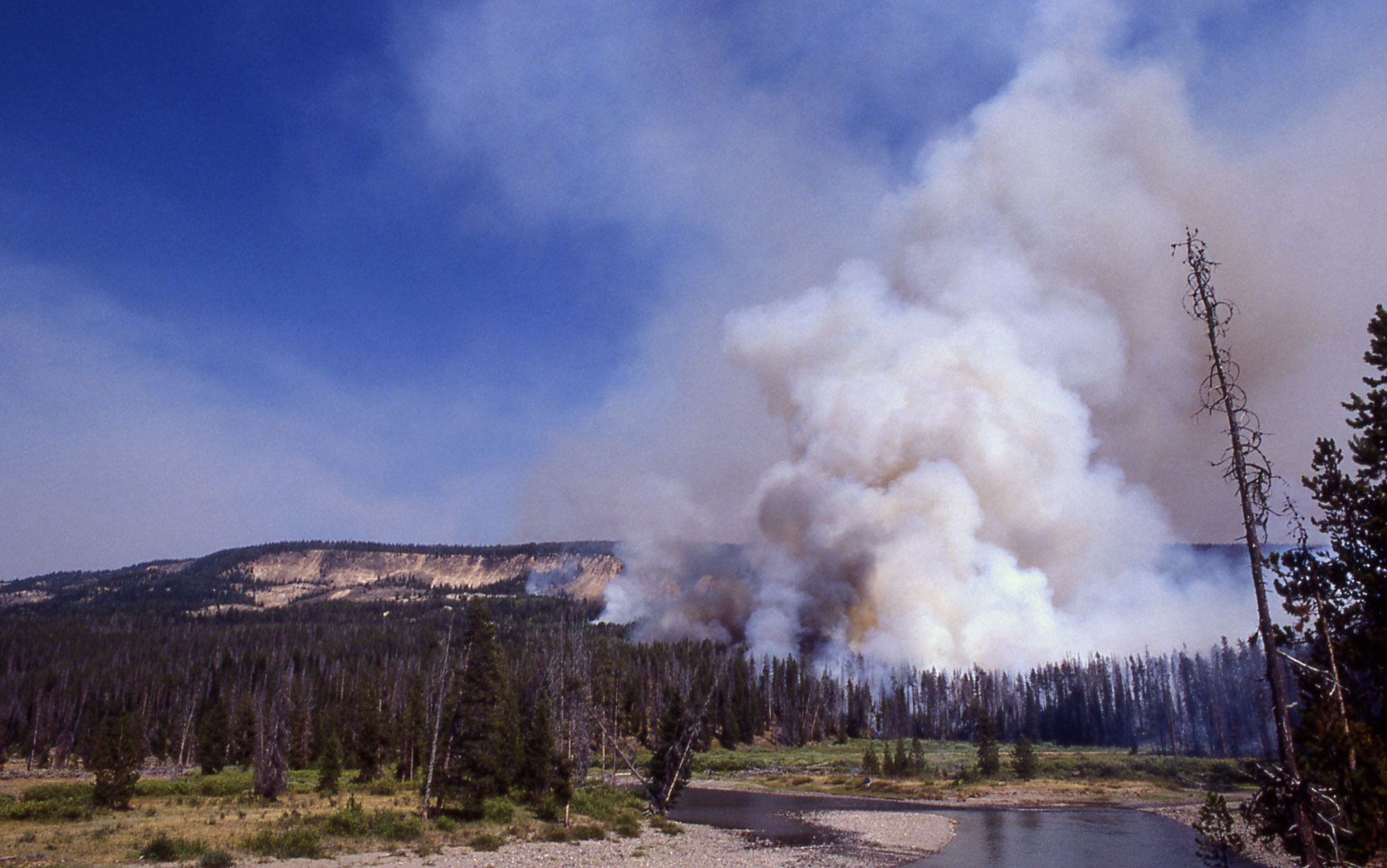
La combustion incomplète de biomasse intervenue lors d’incendies qu’a connus le parc Yellowstone en 1998 près de la Snake River a libéré une grande quantité de particules fines de carbone dans l’atmosphère.

Hansen a aussi contribué à la compréhension de l’influence des particules fines (suies) sur le climat au niveau régional. Ces dernières décennies, la Chine du Nord a subi plus de sécheresses que de coutume, tandis que la Chine du Sud a fait face à plus de pluie en été, provoquant un plus grand nombre d’inondations. La Chine du Sud a vu ses températures baisser, alors que les températures globales ont augmenté. Dans un article rédigé avec Menon et al., Hansen démontre, par le biais d’observations et de modélisations climatiques, que les particules fines de carbone réchauffent l’air, augmentent les phénomènes de convection et de précipitation, et conduisent à un refroidissement de surface plus important que si les aérosols étaient des sulfates.
Un an plus tard, Hansen s’associe à Makiko Sato pour publier une étude sur les particules fines de carbone, en utilisant le réseau mondial de photomètres solaires AERONET. Bien que le positionnement des instruments AERONET ne donne pas accès à une estimation globale, il est suffisant pour valider l’impact des aérosols sur le climat. Les chercheurs ont montré que la plupart des études sous-estiment la quantité de particules fines de carbone, par un facteur au moins égal à 2. Cela correspond à une augmentation du phénomène de forçage climatique d’environ 1 W/m2, ce qui est partiellement compensé par l’effet refroidissant des aérosols non absorbants.
Les estimations d’émissions de particules fines de carbone montrent une rapide augmentation en 1880 après le début de la révolution industrielle, avant une inflexion entre 1900-1950, à la suite du vote des premières lois environnementales. La Chine et l’Inde ont récemment vu leurs émissions de particules fines de carbone augmenter du fait de leur rapide développement. Les émissions du Royaume-Uni ont été estimées à l’aide d’un réseau de stations qui mesurent la présence de fumées noires et de dioxyde de soufre : les conclusions font état d’une décroissance de la concentration de particules fines de carbone dans l’atmosphère depuis le début des années soixante, date des premières mesures. De plus, ce déclin est plus marqué que ne l’est celui de l’utilisation de carburants connus pour être émetteur de particules fines.
En 2007, un article a utilisé le modèle climatique du GISS afin de déterminer l’origine des particules fines de carbone de l’Arctique. La plupart des aérosols en suspension au-dessus du continent Arctique proviennent de l’Asie du Sud. Des pays comme les États-Unis et la Russie contribuent moins à ces émissions que ce que l’on pensait auparavant.

### Influence humaine sur le climat

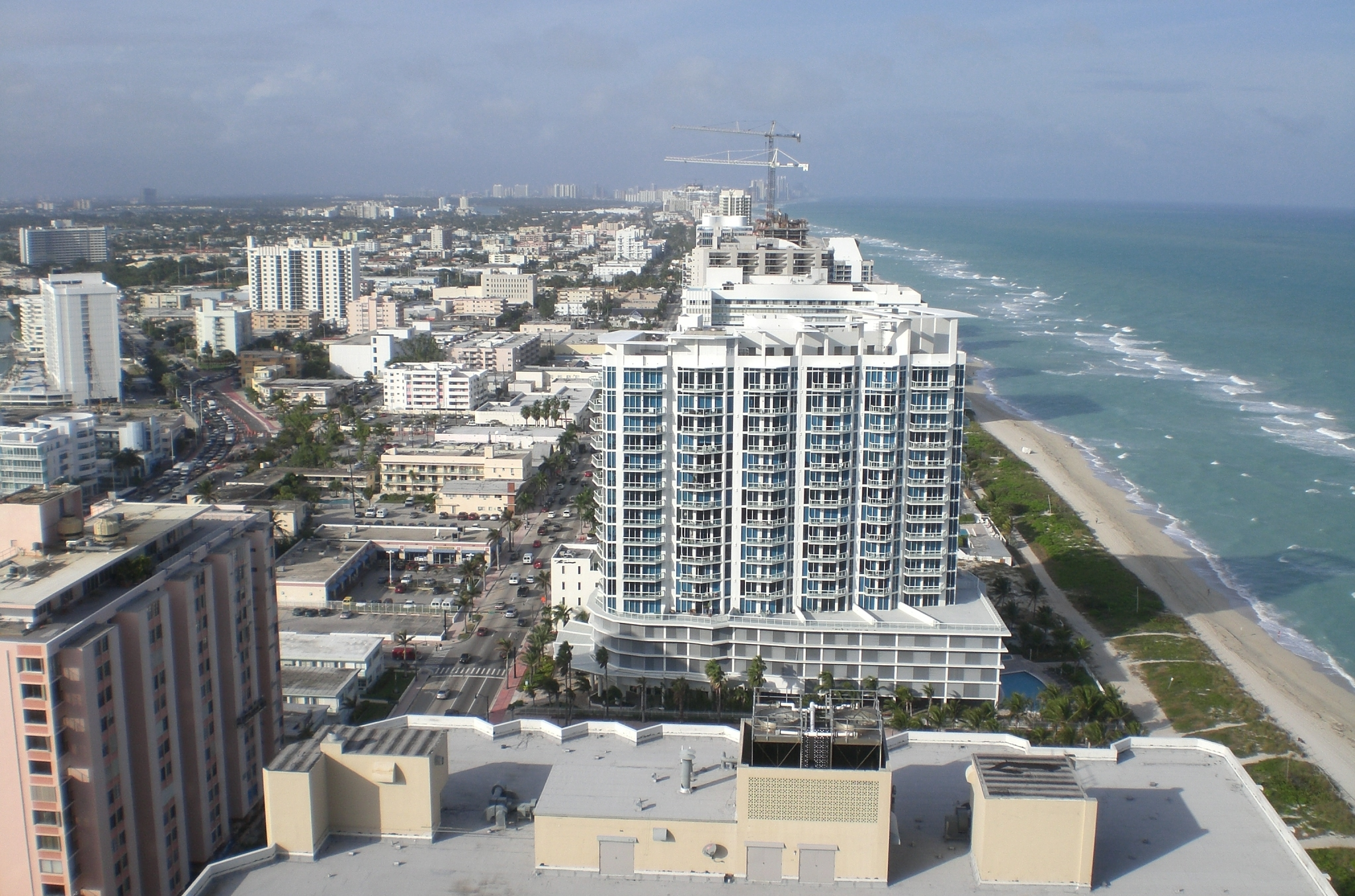
Hansen a alerté sur la vulnérabilité à l’élévation du niveau de la mer de certaines régions de basse altitude telles que la Floride (cf. photo), l’East Anglia, les Pays-Bas, les iles océaniques et le Bangladesh.

La Convention-Cadre des Nations Unies sur les Changements Climatiques (CCNUCC) est un traité environnemental international dont l’objectif est la stabilisation de la concentration des gaz à effet de serre dans l’atmosphère terrestre à un niveau qui empêcherait toute perturbation anthropique dangereuse pour le système climatique.
En 2003, Hansen publie un article intitulé « Peut-on désamorcer la bombe à retardement du réchauffement climatique ? », dans lequel il soutient que les forçages climatiques anthropiques sont désormais supérieurs aux forçages naturels et que ceci peut, à long terme, entrainer des changements climatiques majeurs. Il considère également la stabilité des calottes polaires du Groenland et de l’Antarctique comme un seuil de dangerosité des perturbations climatiques anthropiques. Selon lui, « si stopper le réchauffement global requiert une coopération internationale inédite et urgente, les actions à mettre en œuvre restent à notre portée, et elles auraient par ailleurs des retombées positives pour la santé humaine, l’agriculture, et l’environnement ».
Hansen a déclaré, lors d’une présentation à l’université de l'Iowa en 2004, que des hauts fonctionnaires américains lui ont demandé de ne pas expliquer en quoi une perturbation anthropique pouvait s’avérer dangereuse pour le climat, au motif que le sens du terme « dangereux » pouvait ne pas être compris, ni d’expliquer que l’humanité a désormais effectivement un impact sur le climat. Il compara cette injonction à un pacte avec la Diable : les aérosols atmosphériques présentent des risques pour la santé humaine, et nous devrions donc chercher à en réduire les quantités. Mais, ces mêmes aérosols ayant par ailleurs un effet limitatif de l’effet de serre, nous augmenterions ainsi le réchauffement climatique engendré par les émissions de CO2.
Hansen et ses coauteurs considèrent que la température moyenne planétaire constitue un indicateur fiable d’évaluation de la perturbation anthropique du système climatique et de sa dangerosité. Ils indiquent deux autres éléments particulièrement importants à leurs yeux : l’élévation du niveau de la mer d’une part, et l’extinction d’espèces d’autre part. Hansen et ses coauteurs présentent un premier scénario « business-as-usual » de prolongation des tendances passées, dans lequel les émissions de gaz à effet de serre augmentent d’environ 2 % par an, ainsi qu’un scénario alternatif, dans lequel les concentrations atmosphériques de gaz à effet de serre diminuent. Dans ce scénario alternatif, l’augmentation du niveau de la mer d’un mètre par siècle a de graves conséquences compte tenu de la densité de population des régions côtières du globe. Ces conséquences sont cependant décrites comme mineures en comparaison de ce qu’elles seraient dans le cadre du scénario « business-as-usual », qui induit une augmentation du niveau de la mer de 10 mètres par siècle. La situation à laquelle aboutit le scénario alternatif n’est certes pas satisfaisante, mais celle du scénario « business-as-usual » demeure bien pire.
Le concept de « dangereuse perturbation anthropique » a été clarifié par un article paru en 2007 dans la revue Atmospheric Chemistry and Physics, dans lequel il est expliqué qu’un réchauffement global d’un degré aurait de graves conséquences pour l’humanité. Considérant qu’un doublement des concentrations de CO2 induirait un réchauffement de 3 °C, un scénario alternatif est présenté, dans lequel le réchauffement global serait maintenu sous la limite d’un réchauffement de 1 °C. Hansen et ses coauteurs en déduisent qu’une concentration atmosphérique en CO2 supérieure à 450 ppm doit être considérée comme dangereuse, mais qu’une réduction des émissions de gaz à effet de serre autres que le CO2 nous autoriserait à retarder la mise en œuvre des nécessaires réductions drastiques d’émissions de CO2. L’article indique également que les forçages climatiques à l’œuvre en Arctique proviennent tout autant du CO2 que d’autres éléments. Enfin, l’article alerte sur la nécessité de réduire les émissions de CO2 et d’empêcher une dangereuse perturbation anthropique du climat.

### Développement de modèles climatiques et simulations

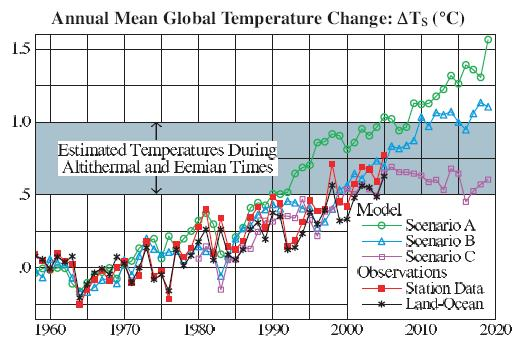
Comparaison de la température moyenne de surface calculée pour 3 scénarios avec deux séries de données mesurées.

Wilhelm Bjerknes initia le développement moderne du modèle de circulation générale au début du XXe siècle. La modélisation numérique progressa d’abord difficilement, en l’absence d’ordinateurs puis en raison de la lenteur des premiers modèles, ainsi qu’en raison du manque de données d’observation. Ce n’est qu’à partir des années 1950 que les modèles numériques purent s’approcher de la réalité. La première contribution de Hansen à la modélisation climatique intervint en 1974, avec la publication du modèle GISS. Lui et ses collègues revendiquèrent que leur modèle était capable de simuler les principales caractéristiques de la pression à la surface de la mer et des isobares 500 mbar dans l’Atlantique Nord. À ce titre, son modèle est analysé par les neuf scientifiques qui rédigent le rapport Charney, publié en 1979.
Dans une publication de 1981 dans la revue Science, Hansen et d’autres scientifiques du Goddard Institute for Space Studies concluent que l’accumulation de dioxyde de carbone dans l’atmosphère va conduire à un réchauffement plus rapide que précédemment annoncé. Ils s’appuient sur un modèle radio-convectif à une dimension, qui permet de déterminer la température en fonction de l’altitude. Ils notent que ce modèle unidimensionnel produit des résultats comparables à ceux des modèles tridimensionnels plus complexes, et qu’il permet de simuler les mécanismes et rétroactions climatiques élémentaires. Hansen annonce dès cette époque que l’élévation des températures sera objectivement observable dès les années 1990, c’est-à-dire bien plus tôt qu’annoncé par d’autres travaux de recherche. Il prédit également qu’il sera difficile de convaincre les dirigeants politiques et le public de la nécessité de réagir.
Au début des années 1980, l’augmentation de la capacité de calcul des ordinateurs ainsi que l’amélioration des modèles climatiques permettent d’étendre les expériences scientifiques. Les modèles prennent désormais en compte de nouveaux phénomènes physiques, comme la convection, l’amplitude quotidienne de température, ou l’épaisseur du manteau neigeux. Les progrès scientifiques, notamment en informatique et en physique, permettent de faire fonctionner le modèle GISS sur une période de cinq ans. La plus petite maille spatiale du modèle est de 1 000 km, et aboutissent à des simulations considérées comme raisonnablement fiables.
La première simulation obtenue à partir d’un modèle de circulation globale et publiée par Hansen intervient en 1988, l’année de sa fameuse audition par le Sénat des États-Unis. La deuxième génération du modèle GISS est utilisée pour évaluer l’évolution de la température moyenne de surface en fonction de différents scénarios d’émissions futures de gaz à effet de serre. Hansen conclut que le constat d’un réchauffement global deviendra évident au cours des quelques décennies suivantes, avec des températures au moins aussi élevées que durant la dernière période interglaciaire. Une augmentation durable de la température 0,4 °C au-dessus de la moyenne des années 1950-1980 serait pour lui le signe accablant et définitif de la responsabilité humaine dans le réchauffement climatique. L'opinion reste sceptique. L'année suivante, la revue Science publie un article intitulé : « Effet de serre : Hansen contre le reste du monde ». En novembre 1988, deux organismes de l'ONU chargés du climat et de l'environnement créent un centre d'expertise destiné à collecter la littérature scientifique sur les changements climatiques en vue d'éclairer les responsables politiques; ce Groupe d'experts intergouvernemental sur l'évolution du climat, le GIEC, validera les théories avancées par Hansen.

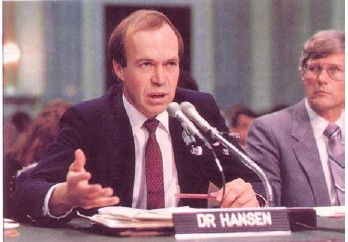
Audition de James Hansen devant le Congrès des États-Unis le 23 juin 1988.

En 2006, Hansen et ses collègues comparent les données d’observation avec les projections faites par Hansen lui-même lors de son audition de 1988 devant le Congrès. Le scénario intermédiaire était considéré comme étant le plus probable, et ils notent que c’est de ce scénario que le forçage constaté des gaz à effet de serre a jusqu’ici été le plus proche. Ce scénario tenait compte, dans ses projections, des effets de trois éruptions volcaniques en 50 ans, dont l’une en 1995 ; l’éruption du Pinatubo eut en fait lieu en 1991. Hansen et ses collègues constatèrent que le réchauffement observé était équivalent à celui de deux des trois scénarios. Les taux d’élévation de la température des deux modèles les plus prudents sont sensiblement les mêmes jusqu’en 2000, et ils ne furent pas en mesure de fournir une évaluation précise du modèle. Ils montrèrent en revanche que la concordance entre les observations et le scénario intermédiaire était fortuite, la sensibilité climatique qui avait été modélisée étant supérieure aux dernières estimations disponibles.
Un an plus tard, Hansen se joignit à Rahmstorf et ses collègues afin de comparer les prévisions climatiques aux observations. Ce travail, mené de 1990 à janvier 2007, portent sur des modèles physiques construits indépendamment des observations effectuées après 1990. Il montre que la réponse du système climatique aux perturbations anthropiques pourrait être plus rapide que prévu par les modèles antérieurs à 1990. Rahmstorf et ses coauteurs remarquent notamment que le niveau de la mer s’élève à une vitesse située dans la fourchette haute des prévisions du GIEC, principalement en raison de la dilatation thermique des océans, et non pas de la fonte du Groenland ou de la calotte polaire de l’Antarctique.
À la suite du lancement d’un satellite capable de mesurer les températures terrestres, Roy Spencer et John Christy publient en 1990 la première version de leurs mesures de température par satellite. À l’inverse des modèles climatiques et des mesures de surface, leurs résultats montrent dans un premier temps un refroidissement de la troposphère. En 1998, Wentz[Lequel ?] et Schabel concluent cependant que la dérive orbitale du satellite faussait la température mesurée. Hansen compare alors les températures corrigées de la troposphère avec les résultats du modèle publié par le Goddard Institute for Space Studies (GISS), et arrive à la conclusion que le modèle est en adéquation avec les observations. Notant que les données de température issues des estimations du satellite étaient le dernier argument opposé à ses travaux par les climatosceptiques, il estime que la correction de ces données doit se traduire, dans le cadre du débat scientifique, par le passage d’une discussion sur la réalité du réchauffement climatique à une discussion désormais axée sur sa vitesse de progression et sur les mesures à prendre à son sujet.
Hansen a poursuivi le développement et l’analyse de modèles climatiques. Il a par exemple aidé à observer les évolutions décennales de la hauteur de la tropopause, qui pourrait être un outil utile pour déterminer « l’empreinte » humaine sur le climat. Au 12 février 2009, la version en cours du modèle GISS était le modèle E. Cette version comporte des améliorations dans de nombreux domaines, tels que les vents d’altitude, la hauteur des nuages, et les précipitations. Le modèle rencontre cependant toujours des difficultés concernant les régions de stratocumulus maritimes. Une publication ultérieure a montré que les principaux problèmes du modèle concernaient une variabilité de type « ENSO » trop faible, et une modélisation insuffisante de la banquise, dont résulte une quantité de glace trop faible dans l’Hémisphère Sud, et trop importante dans l’Hémisphère Nord.

### Forçages, rétroactions et sensibilité climatiques

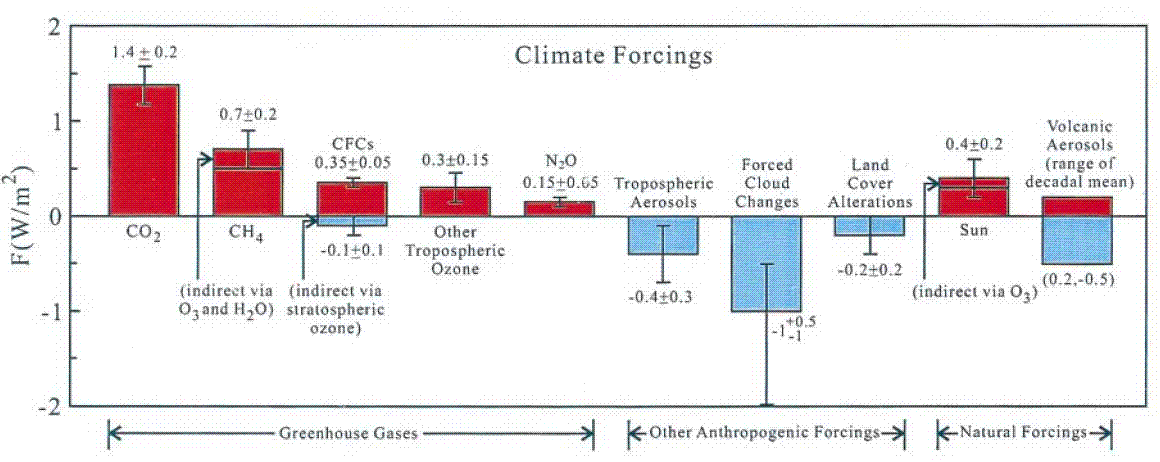
Estimation des forçages climatiques entre 1850 et 2000

En l’an 2000, Hansen a publié un article intitulé « Réchauffement climatique au vingtième siècle : un scénario alternatif » dans lequel il présentait une approche plus optimiste du changement climatique, mettant en avant les gaz autres que le CO2 ainsi que les suies à court terme, laissant plus de temps pour réduire les émissions liées aux combustibles fossiles. Il y pointe le fait que le réchauffement net observé jusqu’ici est approximativement le même que celui dû aux seuls gaz autres que le CO2. Cela s’explique par le fait que le réchauffement dû au CO2 est diminué par l’effet refroidissant des aérosols qui sont émis lors de la combustion d’énergies fossiles et par le fait que, au moment de l’étude, les gaz autres que le CO2, pris tous ensemble, représentaient environ 50 % du réchauffement dû aux émissions anthropiques de gaz à effet de serre.

Dans un article publié en 2007, Hansen traite du risque d’« effets rétroactifs rapides » dus à la fonte de la calotte glaciaire, par analyse de données paléoclimatiques. George Monbiot en fait le compte-rendu suivant : « le GIEC prévoit une élévation du niveau de la mer pouvant aller jusqu’à 59 centimètres au cours du siècle actuel. Dans son article, Hansen rétorque que la fonte lente de la calotte glaciaire prise en compte par le GIEC n’est pas confirmée par les données expérimentales. Les relevés géologiques suggèrent qu’au niveau des pôles, la glace ne fond pas d’une manière progressive et linéaire, mais passe brutalement d’un état physique à un autre. Lorsque les températures sont passées 2 à 3 °C au-dessus de leur niveau actuel il y a 3,5 millions d’années, le niveau de la mer ne s’est pas élevé de 59 centimètres mais de 25 mètres. La réponse de la glace aux changements de températures a été immédiate. »
Hansen insiste sur les incertitudes entourant ces prédictions. « Il est difficile de prédire l’instant de basculement dans le cas de problèmes non linéaires de cette sorte… Un temps de réponse de la calotte glaciaire de l’ordre de plusieurs siècles semble raisonnable, et on ne peut pas exclure des bouleversements à l’horizon de quelques décennies, une fois qu’on entre dans une phase de fonte massive de la surface. » Il en conclut que « l’état actuel des connaissances ne permet pas d’évaluer de façon satisfaisante le degré de dangerosité des [émissions de gaz à effet de serre] anthropiques. Cependant, il est beaucoup moins élevé que ce qui a été communément admis jusqu’à présent. Si nous n’avons pas encore franchi la ligne rouge, l’infrastructure énergétique en place nous amènera inévitablement à la franchir d’ici quelques décennies. »
En 2013 Hansen a publié un article intitulé « Sensibilité climatique, niveau de la mer et dioxyde de carbone atmosphérique », dans lequel il estime que la sensibilité climatique est de l’ordre de 3 °C +/- 1 °C sur la base de données paléo-climatiques du Pléistocène. L’article arrive par ailleurs à la conclusion que la combustion de toutes les énergies fossiles « rendrait la plus grande partie de la planète inhabitable pour l’humanité. »

## Analyse des causes duchangement climatique
Hansen fait remarquer que ce qui compte pour établir ce qui est responsable du changement climatique, c’est l’effet des émissions cumulées de gaz à effet de serre dans l’atmosphère et non celui des émissions actuelles. À cette aune, le Royaume-Uni reste le principal responsable, suivi par les États-Unis et l’Allemagne, en dépit du fait que leurs émissions actuelles sont plus faibles que celles de la Chine.
En ce qui concerne les politiques publiques, la critique de Hansen se concentre sur ce qu’il considère comme des tentatives de désinformation concernant les problématiques de changement climatique. Il s’en prend plus particulièrement aux campagnes de communication du Competitive Enterprise Institute et leur slogan « le dioxyde de carbone, pour eux c’est une source de pollution, pour nous c’est la source de la vie » ainsi qu’aux hommes politiques qui acceptent de l’argent des lobbies de l’industrie des énergies fossiles et font passer le changement climatique pour un « immense canular ». Il affirme aussi que les changements nécessaires à la limitation du réchauffement climatique ne demandent pas de si grands sacrifices ou de baisse de qualité de vie, mais s’accompagneront en revanche d’effets bénéfiques sur la qualité de l’air et de l’eau, et le développement d’industries de haute technologie. Il a critiqué aussi bien les positions de l’administration Clinton que celles de l’administration George W. Bush sur le changement climatique. Concernant les effets potentiels du changement climatique, Hansen a déclaré dans une interview donnée en janvier 2009 : « nous ne pouvons pas nous permettre de repousser plus longtemps le changement. Nous devons trouver une nouvelle façon d’avancer au sein de cette nouvelle administration. Nous n’avons plus que 4 ans pour faire en sorte qu’Obama se pose en exemple au reste du monde. L’Amérique doit ouvrir la voie. »

## Engagement militant autour duchangement climatique

### Critique de l’industrie du charbon
Hansen s’est montré particulièrement critique envers l’industrie du charbon, affirmant que le charbon est le principal contributeur aux émissions anthropiques de dioxyde de carbone dans l’atmosphère. Il reconnaît volontiers qu’une molécule de CO2 émise par la combustion du charbon a le même effet qu’une molécule émise par la combustion de pétrole. La différence réside dans la provenance du combustible. La plus grande partie du pétrole provient de Russie et d’Arabie Saoudite et quelle que soit l’efficacité énergétique des voitures, le pétrole sera en fin de compte brûlé et le CO2 émis. Lors d’une audition devant l’Iowa Utilities Board en 2007, il a déclaré que les États-Unis possèdent d’importes réserves de charbon, ce qui en fait une ressource à la main de la classe politique américaine, contrairement au pétrole qui est contrôlé par d’autres pays. Il a appelé à sortir complètement de l’électricité au charbon d’ici à 2030.
Lors de son audition devant l’Iowa Utilities Board en 2007, Hansen a comparé les trains de charbon à des « trains de la mort […] égalant dans l’horreur les wagons de marchandises à destination des crématoriums, rempli d’espèces incommensurablement précieuses ». La National Mining Association a réagi en dénonçant une « banalisation des souffrances subies par des millions de personnes » et « une perte de crédibilité »,. Prétendument en réponse à la réaction de « plusieurs personnes » et de « trois de ses collègues scientifiques », Hansen déclara qu’il ne voulait certainement pas banaliser les souffrances des familles qui ont perdu des proches lors de la Shoah et il s’excusa, en regrettant que ses propos aient pu blesser certains de ses lecteurs.

#### Mines de charbon à ciel ouvert

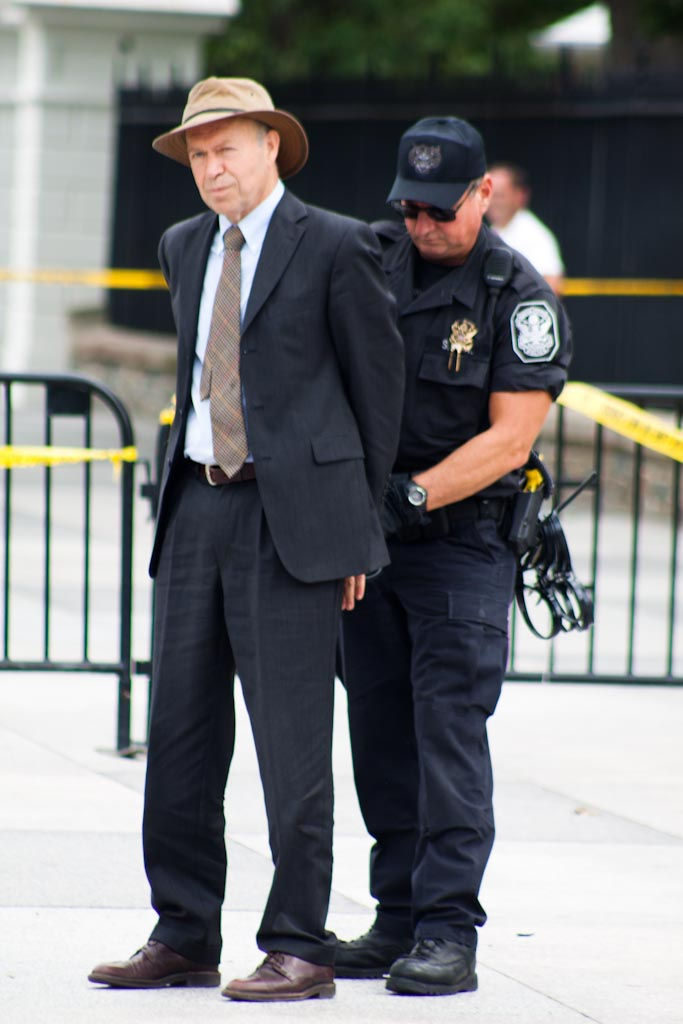
James Hansen arrêté lors d’une manifestation devant la Maison-Blanche le 29 août 2011.

Le 23 juin 2009, James Hansen, ainsi que 30 autres manifestants dont l’actrice Daryl Hannah, ont été arrêtés pour obstruction aux forces de l’ordre et perturbation de la circulation, lors d’une manifestation sur une mine à ciel ouvert utilisant la technique de « rasage de montagne » (moutain-top removal) du comté de Raleigh, en Virginie Occidentale. Les manifestants ont tenté de pénétrer sur le site de la Massey Energy Company mais ont été bloqués par une foule de plusieurs centaines de mineurs de charbon et de leurs soutiens. Hansen déclara que la technique de « rasage de montagne » « n’assurait qu’une toute petite partie de notre approvisionnement énergétique » et « devrait être abandonnée ». Hansen exhorta le président Obama à mettre un terme à cette technique de « rasage de montagne ».
Hansen et une centaine d’autres personnes ont été arrêtés en septembre 2010 devant la Maison-Blanche à Washington, alors qu’ils réclamaient une interdiction de la technique de « rasage de montagne » ainsi que des mines à ciel ouvert,.

### Marchés de quotas carbone
En 2009 Hansen se positionna contre le système de « cap and trade », proposant à la place une taxe carbone progressive à assiette carbone sur le pétrole, le gaz et le charbon, avec redistribution intégrale des recettes de cette taxe équitablement entre tous les citoyens, ainsi que le propose le Citizens Climate Lobby (CCL). Il a pris position en faveur des travaux du CCL à de nombreuses reprises,,,,.

### Retraite de la NASA
James E. Hansen a pris sa retraite de la NASA en avril 2013 après 46 ans au service de l’État, déclarant qu’il souhaitait jouer un rôle plus actif d’un point de vue politique et juridique pour limiter les émissions de gaz à effet de serre. Il a aussi déclaré que tant qu’il était son employé, il ne pouvait pas poursuivre l’État devant les tribunaux. Le même mois, le National Center for Science Education, une organisation connue pour son engagement en faveur de l’enseignement des théories de l’évolution dans les cours de sciences aux États-Unis, a nommé James E. Hansen comme conseiller pour étendre son domaine d’activités à l’enseignement du changement climatique.

### Oléoduc Keystone
En avril 2013, le ministre canadien des Ressources naturelles Joe Oliver était à Washington pour promouvoir l’accord sur l’extension de l’oléoduc Keystone, censé permettre le transport de davantage de pétrole brut de synthèse depuis les sables bitumineux de l’Athabasca au Canada jusqu’au golfe du Mexique. Dans une interview sur la chaîne CBC, James E. Hansen se positionna très fermement contre l’utilisation de ces combustibles fossiles non conventionnels. D’après le GIEC et d’autres organisations de l’énergie, « il y a plus de deux fois plus de carbone dans le pétrole de sables bitumineux » que dans le pétrole conventionnel. D’après James E. Hansen, le charbon, les sables bitumineux et les huiles de schiste ne devraient pas être utilisés comme source d’énergie, à cause de leurs émissions carbone, et l’achèvement de l’oléoduc Keystone aurait pour conséquence d’augmenter l’extraction de pétrole de sables bitumineux. Il explique qu’il est possible que les effets du changement climatique ne se manifestent que dans un futur assez lointain : « Il ne s’agit pas d’un cas où vous émettez quelque chose et vous voyez immédiatement son effet. Nous commençons à voir les premiers effets mais les effets les plus importants interviendront dans les prochaines décennies, là-dessus la science ne laisse pas de doute… Les effets se manifestent lentement à cause de l’inertie du système climatique. Cela prend des décennies voire des siècles avant de voir l’ensemble des effets. Mais nous savons que la dernière fois que le monde a été plus chaud de 2 °C, la mer était 6 mètres au-dessus de son niveau actuel ». James E. Hansen exhorta le président Obama à refuser le projet de prolongement de l’oléoduc Keystone. Le 13 février 2013, James E. Hansen a de nouveau été arrêté devant la Maison-Blanche, de même que Daryl Hannah et Robert F. Kennedy Junior, lors d’une nouvelle manifestation contre le projet de prolongement de l’oléoduc Keystone.

### Propositions de solutions
Récemment, Hansen a apporté son soutien au système de taxe carbone dit « fee and dividend » qui a la particularité de ne pas avoir d’impact sur les revenus et de permettre de donner un prix au carbone tout en redistribuant équitablement l’argent prélevé sur l’industrie des combustibles fossiles à chaque résident fiscal du pays. Dans une interview à la chaîne CBC, le 3 mars 2015, Hansen affirmait : « La solution [au changement climatique] doit nécessairement venir d’un prix du carbone plus élevé, ce qui rendrait des combustibles vraiment polluants comme les sables bitumineux très rapidement inexploitables. Leur exploitation n’a aucun sens, si l’on se place dans une perspective économique globale. Si l’on pouvait simplement mettre un prix sur le carbone, on taxerait les entreprises exploitant les combustibles fossiles à la source (les mines du pays et les ports de déchargement) et on redistribuerait cet argent au peuple, équitablement entre chaque résident légal, on ferait ainsi la vérité sur les prix. C’est ce dont l’économie a besoin pour être plus efficace. Actuellement, les coûts externes dus aux combustibles fossiles sont entièrement supportés par la collectivité. Si votre enfant devient asthmatique, vous payez, mais l’entreprise exploitant les combustibles fossiles, elle, ne paye pas un centime. Il faut absolument rendre ce système plus honnête. »
Fin 2008, Hansen proposa cinq priorités à adopter par le président Obama pour « résoudre les problèmes de l’énergie et du climat, tout en stimulant l’économie » : utilisation efficace de l’énergie, énergies renouvelables, smart-grids, réacteurs nucléaires de 4e génération, et capture et stockage du carbone. Vis-à-vis du nucléaire, il exprima son désaccord avec le projet d’enfouissement des déchets nucléaires de Yucca Mountain, affirmant que les 25 milliards de dollars de surplus du Nuclear Waste Fund « devraient plutôt servir à développer des réacteurs rapides qui brûlent les déchets nucléaires, et des réacteurs au thorium, pour éviter la fabrication de nouveaux déchets à très haute activité ».
En 2009, Hansen écrivit une lettre ouverte au président Barack Obama, où il défendait la mise en place d’un « moratoire et un arrêt des centrales à charbon sans capture ni stockage de CO2 ». De même, dans son premier livre Storms of My Grandchildren, le premier principe de sa Declaration of Stewardship consiste en la création d’un « moratoire sur les centrales à charbon sans capture ni stockage de CO2 ».
En mars 2013, James Hansen co-écrivait dans Environmental Science & Technologie un article intitulé « Le nombre de décès et d’émissions de GES que le nucléaire historique et futur permettent et permettront d’éviter ». L’article examinait les niveaux de mortalité par unité d’énergie électrique produite par les combustibles fossiles (charbon et gaz naturel), et par les combustibles nucléaires. Hansen estimait qu’environ 1,8 million de vies avaient été épargnées au niveau mondial, entre 1971 et 2009, grâce à l’utilisation de l’énergie nucléaire au lieu des combustibles fossiles. Il concluait aussi que l’émission de quelque 64 milliards de tonnes d’équivalent dioxyde de carbone a été évitée par l’utilisation de l’énergie nucléaire entre 1971 et 2009. Se projetant cette fois dans le futur, il a enfin estimé qu’entre 2010 et 2050, le nucléaire pourrait permettre d’économiser l’émission d’entre 80 et 240 milliards de tonnes de CO2.
Cet article fit l’objet de plusieurs critiques, de la part notamment de personnalités historiquement opposées à l’énergie nucléaire, et qui préféraient d’autres technologies bas-carbone, notamment Benjamin Sovacool et Mark Z. Jacobson. Hansen et ses co-auteurs initiaux répondirent aux critiques notamment en arguant que les données sur lesquelles se basaient leurs détracteurs « manquaient de crédibilité ».
En 2013, épaulé par trois autres experts de premier plan, Hansen co-écrit une lettre ouverte aux décideurs politiques, concluant que « le maintien de l’opposition à l’énergie nucléaire affaiblit les capacités de l’humanité à contrer un changement climatique dangereux ».

## Distinctions et récompenses
En 1996, Hansen a été élu à l'Académie nationale des sciences pour ses travaux sur l’atmosphère, les modèles climatiques et l’analyse des évolutions du climat . En 2001, il a reçu le Heinz Award en environnement (doté de 250 000 dollars) pour ses recherches sur le réchauffement climatique. En 2006, il a été sur la liste des 100 personnes les plus influentes du Time. Toujours en 2006, l'Association américaine pour l'avancement des sciences (AAAS) a nommé James Hansen pour le « prix pour la liberté et la responsabilité scientifique ». L’AAAS a mis en avant « son combat courageux et déterminé en faveur de la responsabilité des scientifiques en termes de communication ouverte et honnête de leurs opinions et de leurs découvertes scientifiques sur des questions d'importance publique ».
En 2007, Hansen a partagé le prix Dan-David d’un million de dollars pour « ses réalisations exceptionnelles ayant un impact scientifique, technologique, culturel ou social sur notre monde ». En 2008, il a reçu le Common Wealth Award of Distinguished Service de la Banque PNC pour ses « réalisations exceptionnelles » dans le domaine scientifique. À la fin de 2008, Hansen a été nommé par EarthSky Communications et un panel de 600 scientifiques « meilleur communicant scientifique de l'année ». Il a été distingué comme « autorité capable d’un grand franc-parler sur le changement climatique » qui avait « le mieux communiqué auprès du public sur des problèmes scientifiques vitaux au cours de l’année 2008 ».
En 2009, Hansen a reçu la médaille Carl-Gustaf-Rossby, la plus haute distinction décernée par l'American Meteorological Society, pour ses « contributions remarquables à la modélisation du climat, la compréhension des forçages et de la sensibilité climatique, et pour sa communication claire de la science du climat dans la sphère publique ».
Hansen a remporté en 2010 le Sophie Prize, créé en 1997 par le Norvégien Jostein Gaarder, l'auteur du roman à succès Le Monde de Sophie, pour son « rôle-clé dans le développement de notre compréhension du changement climatique induit par l'homme ».
Le magazine Foreign Policy a retenu Hansen dans son Top 100 des intellectuels de l’année 2012 pour avoir « sonné l'alarme sur le changement climatique, depuis très tôt et à de multiples reprises ».
En décembre 2012, Hansen a reçu le Stephan H. Schneider Award du Commonwealth Club of California pour son excellente communication scientifique à propos du climat lors d'une cérémonie à San Francisco.
Le 7 novembre 2013, Hansen a reçu le Joseph Priestley Award au Dickinson College de Carlisle, en Pennsylvanie « ... pour son travail qui a fait progresser notre compréhension du changement climatique, […] et pour son leadership dans la promotion de la compréhension par le public des questions climatiques et du passage de la connaissance à l'action en termes de politique climatique ». Le même jour, il a donné une conférence intitulée « Arrestations à la Maison Blanche et crise climatique », au Anita Tuvin Schlechter Auditorium sur le campus de l'université.

## Polémiques

### Pressions politiques au sein de la NASA
En 2007, James E. Hansen affirme que des administrateurs de la NASA ont cherché, en 2005, à peser sur ses prises de position publiques relatives aux causes du changement climatique,. Hansen indique notamment que l’équipe chargée des relations publiques de la NASA reçut pour consigne de surveiller ses déclarations publiques et interviews, à la suite de la conférence qu’il donna en décembre 2005 devant l’American Geophysical Union à San Francisco. La NASA répondit qu’en exigeant de ses employés qu’ils coordonnent toutes leurs déclarations, sans exception, par le biais du département des affaires publiques, elle ne faisait qu’appliquer des procédures standards pour une agence fédérale. Deux ans après que Hansen et d’autres membres de l’agence aient fait état de situations d’ingérence politique dans des questions scientifiques, l’information est confirmée par l’inspecteur général de la NASA qui déclare que le département des relations publiques a « limité, écarté ou dénaturé des connaissances scientifiques rendues publiques dans le domaine du changement climatique ».
En juin 2006 dans l’émission d’investigation américaine 60 Minutes, James E. Hansen déclare que durant la présidence de George W. Bush, des revues de presse présentant une version atténuée des risques induits par le changement climatique ont été produites et transmises par la Maison Blanche à des agences fédérales. Il indique également qu’il ne peut s’exprimer librement sur ces sujets qu’au risque de représailles menées par d’autres membres de l’administration Bush, et qu’il n’avait jamais eu à subir, de toute sa carrière, de telles restrictions dans sa communication envers le grand public.

### Appels à poursuivre les patrons de l’industrie énergétique en justice
En 2008, dans une tribune et deux interviews données à ABC News et au Guardian, Hansen appelle à poursuivre en justice pour « crimes contre l’humanité et la nature » les cadres dirigeants d’entreprises d’exploitation d’hydrocarbures fossiles, notamment ceux d’ExxonMobil et de Peabody Coal. Il fonde cet appel sur le fait que ces entreprises ont selon lui activement participé à une vaste campagne de désinformation sur le réchauffement climatique, à l’instar de l’industrie du tabac qui a tenté de cacher le lien entre la cigarette et le cancer,,.

### Arrestations lors de manifestations
Entre août et septembre 2011, Hansen et 1 251 autres militants sont arrêtés lors de manifestations devant la Maison Blanche. Hansen demandait au président Obama de rejeter le projet d’extension d’oléoduc Keystone XL destiné à permettre le transport de sables bitumineux d’Athabasca, au Canada, jusqu’au golfe du Mexique. Le 13 février 2013, Hansen est de nouveau arrêté, avec Daryl Hannah et Robert F. Kennedy, Jr., lors d’un autre rassemblement devant la Maison Blanche contre ce même projet d’extension de l’oléoduc Keystone.

### Critiques
En janvier 2009, Andrew Freedman écrit dans le Washington Post que l'American Meteorological Society a commis une erreur en attribuant sa plus haute distinction, la Médaille Carl-Gustaf-Rossby, à James Hansen : « Ses travaux scientifiques ne sont pas en cause… Ce qui pose question, c’est plutôt la reconnaissance par l'American Meteorological Society de sa campagne de communication autour du changement climatique. » Ancien membre de l'American Meteorological Society, sceptique quant à la responsabilité humaine du changement climatique, Joseph D’Aleo critique également l’attribution de cette récompense à Hansen.
Toujours en 2009, le physicien Freeman Dyson se montre lui aussi critique quant à l’activisme de Hansen autour du changement climatique : « Le vrai responsable de cette surestimation du réchauffement global, c’est Jim Hansen. Il exagère toujours tous les dangers… La science de Hansen a viré à l’idéologie». Hansen répond que, si Dyson « veut s’aventurer dans quelque chose aux conséquences importantes pour l’humanité et les autres formes de vie sur Terre, il devrait d’abord se mettre au travail » Dans une interview, Dyson explique que son différend avec Hansen a été exagéré par le New York Times, affirmant que Hansen et lui sont « amis, mais qu’ils ne sont pas d’accord sur tout ».
Après l’arrestation de Hansen en 2009 dans l’état de Virginie Occidentale, le journaliste du New York Times Andrew Revkin écrit : « Dr. Hansen est allé bien au-delà de son rôle de scientifique, et notamment de scientifique employé par le gouvernement, dans le débat sur la politique environnementale ».
En juin 2009, la journaliste du New Yorker Elizabeth Kolbert écrit que Hansen est « de plus en plus isolé parmi les activistes climatiques » Eileen Claussen, présidente du Pew Center on Global Climate Change, déclare : « je considère que Jim Hansen, en tant que scientifique, est un héros… Mais j’aimerais qu’il s’en tienne à ce en quoi il s’y connaît. Car je ne pense pas qu’il ait une idée réaliste de ce qui est politiquement possible, ou de ce que serait la meilleure politique pour traiter ces problèmes »
En juillet 2009, la question est de savoir si Hansen joue toujours un rôle dans le débat climatique, selon Christa Marshall, journaliste climat du New York Times. Elle relève qu’ « en s’en prenant sévèrement au système de quotas du président Obama, il a irrité beaucoup de ses anciens alliés ». « La droite adore ce qu’il fait », ajoute Joseph Romm, un ancien collègue du think-tank Center for American Progress. Hansen répond qu’il lui semble nécessaire qu’il s’exprime, dans la mesure où ils sont peu nombreux à être en mesure, comme lui, d’expliquer les liens entre politiques publiques et modèles climatiques. Et il ajoute qu’« il faut simplement dire ce qui vous semble juste ».